# Luftfahrtallianz
Eine Luftfahrtallianz ist eine strategische Kooperation von mehreren Luftfahrtunternehmen (Fluggesellschaften). Dabei bleiben die Unternehmen rechtlich eigenständig.
Die Vorläufer aller heutigen Luftfahrtallianzen waren die beiden Konsortien ATLAS und KSSU, denen am Ende der 1960er-Jahre mehrere europäische Fluggesellschaften beitraten. Diese Konsortien dienten zunächst dazu, die Betriebs-, Wartungs- und Schulungskosten bei der Indienststellung der damals neuartigen Großraumflugzeuge so gering wie möglich zu halten. In den Folgejahren entwickelten sich aus der Zusammenarbeit unter anderem standardisierte Wartungsverfahren sowie einheitliche Schulungsprogramme für Piloten und das technische Personal. Zudem legten beide Konsortien eine Reihe von Normen für Flugzeugbauteile fest (z. B. bei Galleys) und teilten die Wartungsarbeiten an ihren Flugzeugen untereinander auf. Beide Konsortien blieben bis Mitte der 1990er-Jahre bestehen.
Die heutigen Allianzen legen den Schwerpunkt weniger auf eine technische Zusammenarbeit, sondern auf den Flugbetrieb. Hierzu stimmen die Gesellschaften ihre Flugpläne aufeinander ab und nutzen dazu Elemente wie gemeinsame Vielfliegerprogramme, einheitliche Buchungssysteme und eine gegenseitige Vermietung von Sitzplätzen in ihren Flugzeugen (siehe Codeshare).
Allianzen zwischen Fluggesellschaften werden heute vor allem auch deshalb gebildet, weil das Luftfahrtrecht national organisiert ist. Innerhalb eines Landes dürfen nur inländische und durch bilaterale Abkommen dazu ermächtigte Fluggesellschaften fliegen, zwischen zwei Ländern ist stets ein bilaterales Abkommen erforderlich. Aufgrund der nationalen Struktur dieser Abkommen würden bei einer grenzüberschreitenden Fusion von Fluggesellschaften diese einen Teil ihrer Landerechte verlieren. Trotz geringerer Einsparungsmöglichkeiten wird deshalb Allianzen meist der Vorzug gegeben.

## Bewertung
Luftfahrt-Allianzen erlauben eine Kostenreduktion durch Codeshare, durch gemeinsame Einrichtungen (Verkaufsbüros, Wartung, Catering, Computersysteme), gemeinsame Personalkörper, Vorteile beim Einkauf (Großabnehmerrabatte, Einsparungen beim Verwaltungsaufwand) sowie eine Kostenreduktion beim Vielfliegerprogramm. Die einzelnen Fluggesellschaften können durch den Beitritt zu einer Allianz eine größere Auswahl an Flugsegmenten und Anschlussmöglichkeiten anbieten.
Für die Konsumenten ergeben sich daraus im Idealfall aufeinander abgestimmte Reisezeiten und optimierte Angebote.

## Aufstellung

### Internationale Allianzen (Passagier)

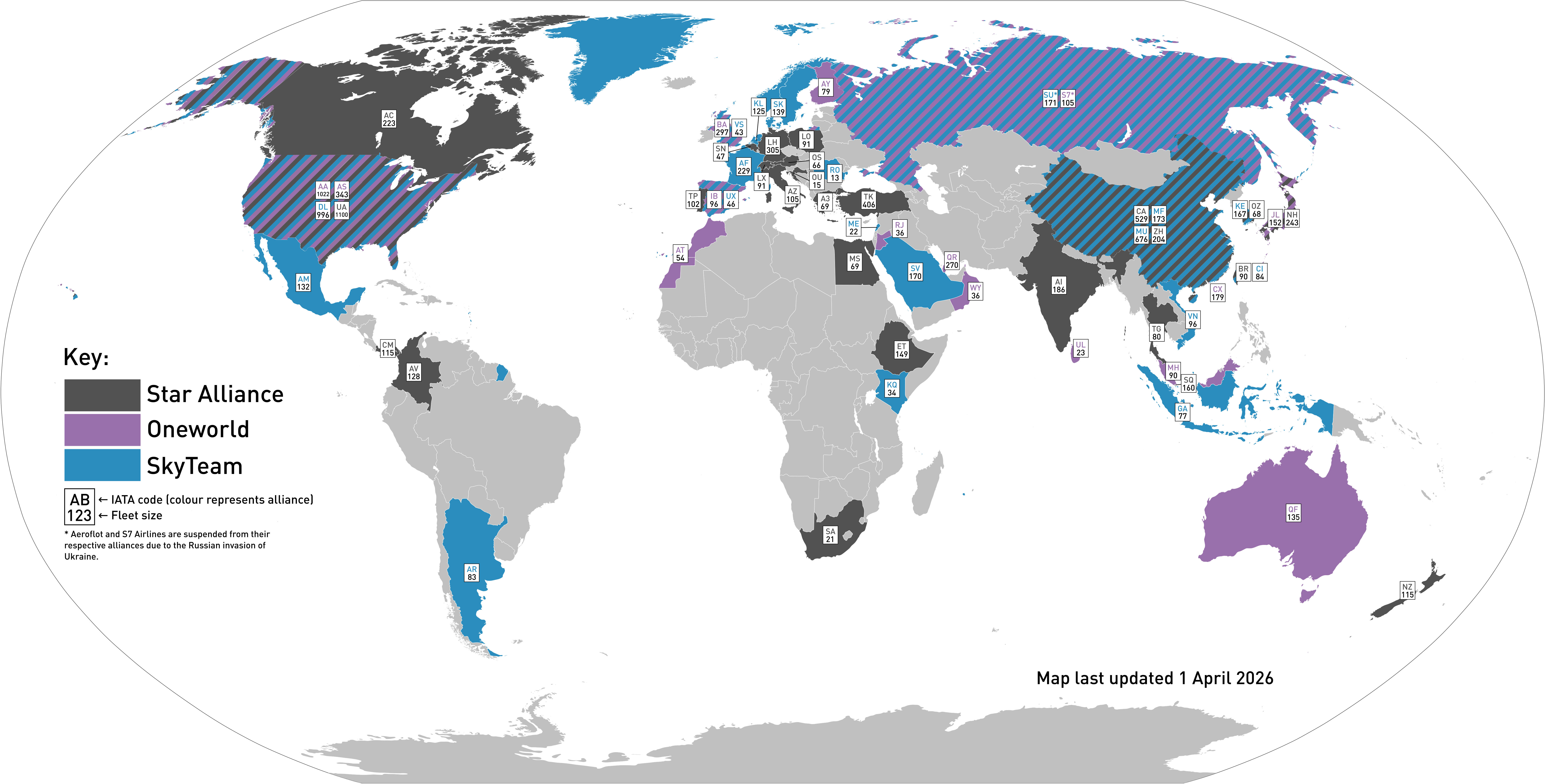
Weltkarte mit den drei größten Luftfahrtallianzen und der aktuellen Flottengröße (ohne Tochterunternehmen, Fracht und verbundene Partner).
Gültig ab 1. September 2024
Star Alliance
SkyTeam
Oneworld

Folgende Tabelle beinhaltet die wichtigsten internationalen Luftfahrtallianzen:
| Allianz       | Gegründet | Mitglieder | Flugzeuge | Mitarbeiter | Passagieraufkommen | Umsatz (in $)   | Flugziele | Tägliche Flüge |
| ------------- | --------- | ---------- | --------- | ----------- | ------------------ | --------------- | --------- | -------------- |
| Star Alliance | 1997      | 26         | 4.338     | 439.232     | 637,62 Mio.        | 173,12 Mrd.     | 1269      | 18.043         |
| SkyTeam       | 2000      | 19         | 4.467     | 459.781     | 588 Mio.           | 137 Mrd. (2009) | 1064      | 15.723         |
| Oneworld      | 1999      | 13         | 3.303     | 385.609     | 496 Mio.           | 141 Mrd.        | 0982      | 13.976         |

| Kontinent             | Oneworld | SkyTeam | Star Alliance |
| --------------------- | --- | --- | --- |
| Nordamerika           | - American Airlines A - Alaska Airlines                                                                                   | - Aeroméxico A - Delta Air Lines A | - Air Canada A - United Airlines A |
| Südamerika            | — | - Aerolíneas Argentinas | - Avianca - Copa Airlines |

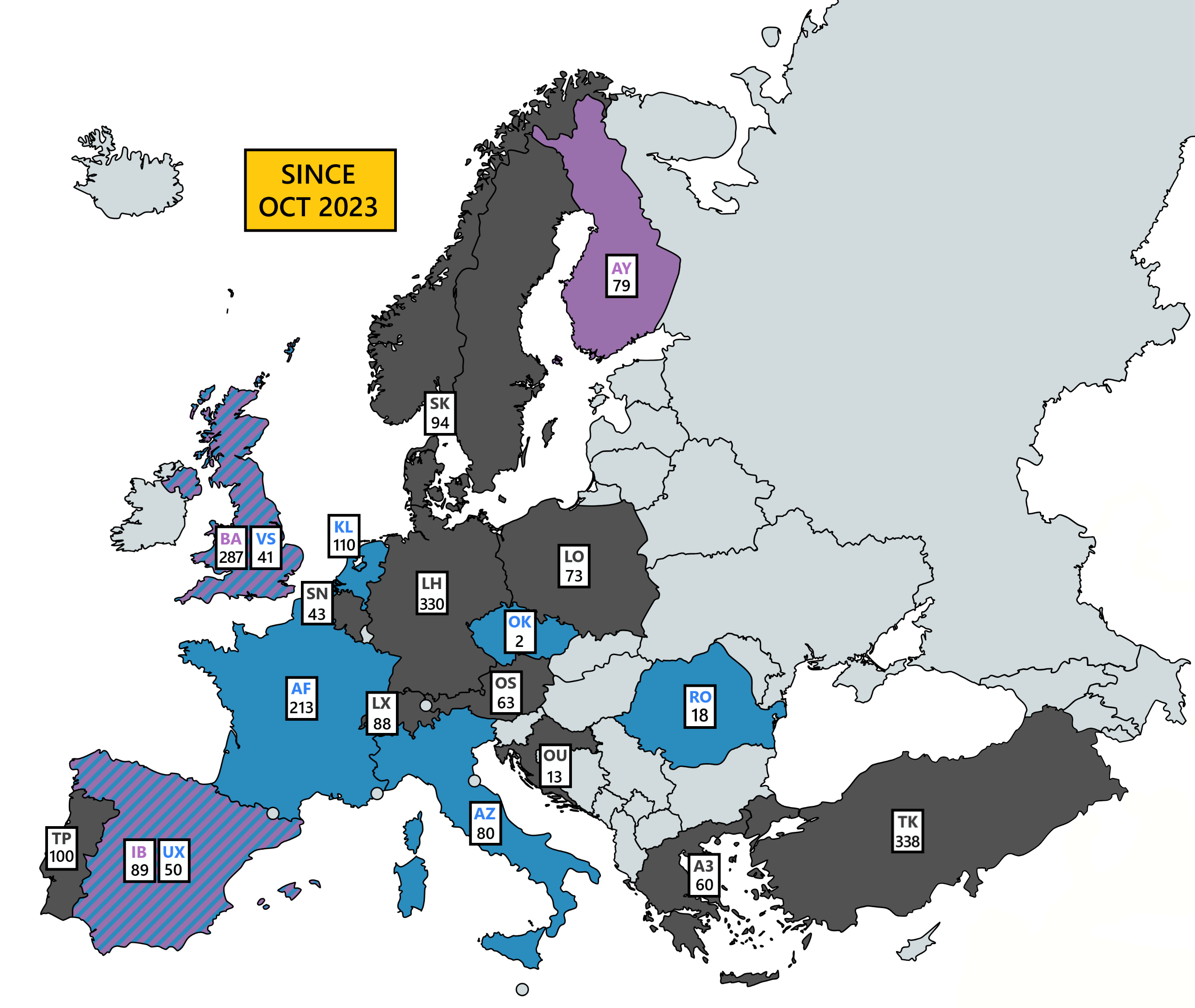
Airlines-Allianzen in Europa ab 1. Oktober 2023
Star Alliance
SkyTeam
Oneworld

| Europa                | - British Airways A - Finnair - Iberia                                                                                    | - Air Europa - Air France A - KLM Royal Dutch Airlines - Scandinavian Airlines - TAROM - Virgin Atlantic                                                         | - Aegean Airlines - Austrian Airlines - Brussels Airlines - Croatia Airlines - ITA Airways - LOT Polish Airlines A - Lufthansa A - Swiss International Air Lines - TAP Portugal - Turkish Airlines |
| Asien                 | - Cathay Pacific A - Malaysia Airlines - Japan Airlines - Oman Air - Qatar Airways - Royal Jordanian - SriLankan Airlines | - China Airlines - China Eastern Airlines - Garuda Indonesia - Korean Air A - Middle East Airlines - Saudi Arabian Airlines - Vietnam Airlines - Xiamen Airlines | - Air China - Air India - All Nippon Airways - Asiana Airlines - EVA Air - Shenzhen Airlines - Singapore Airlines - Thai Airways A                                                                 |
| Afrika                | - Royal Air Maroc | - Kenya Airways | - Egypt Air - Ethiopian Airlines - South African Airways |
| Ozeanien              | - Qantas A | — | - Air New Zealand |
| A Gründungsmitglieder | | | |

### Regionale Allianzen (Passagier)
Im Jahr 2015 gründeten die Fluggesellschaften der Staaten im Indischen Ozean die Alliance Vanille (vgl. den Begriff Vanille-Inseln für diese Staaten). 2016 wurden zwei Allianzen gegründet, die nur aus Billigfluggesellschaften bestehen, nämlich die U-FLY Alliance mit Fokus auf Ost- und Südostasien und die Value Alliance mit Mitgliedern in Westpazifikanrainern.
Eine weitere große Luftfahrt-Allianz war die Qualiflyer Group um die ehemalige Schweizer Fluggesellschaft Swissair. Sie wurde 2001 aufgelöst. Ebenso wurde die AiRUnion (fünf russische Fluggesellschaften) im Jahre 2008 aufgelöst.
Die größte nationale Allianz war die Xinxing-Allianz in der Volksrepublik China. Sechs chinesische Airlines, darunter auch Hainan Airlines und Sichuan Airlines, arbeiteten in dieser Allianz kurzzeitig zusammen.